# The Third Generation (film 1915)
The Third Generation è un film muto del 1915 diretto da Harold M. Shaw. Il regista era sposato con Edna Flugrath, la protagonista del film: i due si erano trasferiti dagli Stati Uniti in Inghilterra dove girarono insieme diverse pellicole. La sceneggiatura si basa su un romanzo di Charles McEvoy.

## Produzione
Il film fu prodotto dalla London Film Productions.

## Distribuzione
Il film, distribuito dalla Jury Films, uscì nelle sale britanniche nell'agosto 1915.